# Шадрин, Константин Прокопьевич
Константин Прокопьевич Шадрин (1900—1965) — советский хозяйственный, государственный и политический деятель.

## Биография
Родился в 1900 году в деревне Таловке Михайловской волости. Член ВКП(б) с 1946 года.
С 1915 года - на хозяйственной, общественной и политической работе. В 1915-1960 гг. — батрак у кулаков, учитель в сельской школе, студент, аспирант Омского сельскохозяйственного института, преподаватель в школах механиков и техникуме механизации сельского хозяйства, председатель колхоза, участник Великой Отечественной войны, начальник снабжения горючим при штабе фронта, председатель колхоза «Гигант» села Юрты Тогучинского района Новосибирской области, на научной работе в Сибирском филиале Всесоюзного научно-исследовательского института экономики сельского хозяйства.
Избирался депутатом Верховного Совета СССР 2-го и 3-го созывов.
Похоронен на Заельцовское кладбище (квартал 6н).